# Golful Panama

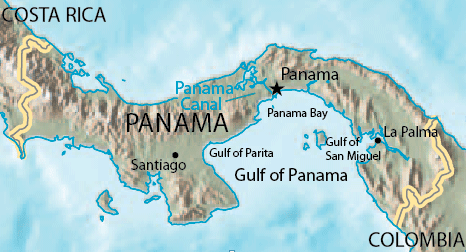
Harta Golfului Panama

Golful Panama este un golf din Oceanul Pacific pe coasta sud-estică din Panama, cu o lățime de 250 km și o profunditate de 220 m. Acest golf este unicul drum care duce spre Canalul Panama
Există unele golfuri mai mici în interiorul lui, Golful Parita și Golful San Miguel, în acest golf se găsește Arhipelagul Perlelor. Pe coasta golfului se găsesc orașe ca: Panama, La Palma și Chitre.